# Stanisław Komar
Stanisław Komar SJ (ur. 30 marca 1882 w Sztokholmie, zm. 18 maja 1942 w Hartheim) – polski brat zakonny z Towarzystwa Jezusowego, ofiara niemieckiego terroru w okresie II wojny światowej, Sługa Boży Kościoła katolickiego, męczennik.

## Życiorys
Powołanie realizował przez posługę w Poznaniu, gdzie był pomocnikiem prefekta biblioteki, w pińskim kolegium jezuickim, pełniąc obowiązki zakrystiana i jako zarządca majątków jezuickich w Zakładzie Naukowo-Wychowawczym Ojców Jezuitów w Chyrowie, Starej Wsi i Lublinie.
Po wybuchu II wojny światowej, 23 września 1939 został aresztowany przez gestapo i przeznaczony do rozstrzelania. Do egzekucji nie doszło, został jednak osadzony w poznańskim więzieniu przy ul. Młyńskiej. Po przejściu obozu internowania, 15 sierpnia 1940 roku przetransportowany został do niemieckiego obozu koncentracyjnego Buchenwald, a 8 grudnia do Dachau, gdzie zarejestrowano go pod numerem 21877. Został zamordowany 18 maja 1942 przez zagazowanie, po przewiezieniu do zamku w Hartheim.
Proces beatyfikacyjny zainicjowany przez Prowincję Wielkopolsko-Mazowiecką Towarzystwa Jezusowego obejmuje dziewięciu Sług Bożych, wśród których Stanisław Komar, wraz z księżmi Stanisławem Felczakiem, Czesławem Sejbukiem i Michałem Malinowskim oraz z klerykiem Jerzym Stanisławem Musiałem, więzieni byli w niemieckim obozie koncentracyjnym Dachau.
Jest jednym ze 122 Sług Bożych wobec których 17 września 2003 rozpoczął się proces beatyfikacyjny drugiej grupy polskich męczenników z okresu II wojny światowej.